# Heart Blackened
Blackened Heart (koreanisch 침묵 Chimmuk) ist ein Gerichtsfilm des südkoreanischen Regisseurs Jung Ji-woo. Er startete am 2. November 2017 in den südkoreanischen Kinos und hatte etwa eine halbe Million Besucher. Es handelt sich um ein Remake des chinesischen Films Quán Mín Mù Jī aus dem Jahr 2013. Lee Soo-kyung erhielt für ihre Leistung den Baeksang Arts Award als beste Nebendarstellerin.

## Handlung
Der Unternehmensleiter Im Tae-san hat eine neue Freundin, die Sängerin Park Yu-na. Seine Tochter, Mi-ra, kann sie nicht ausstehen. Eines Tages, als die Hochzeitsplanung bereits läuft, entdeckt Mi-ra ein Sexvideo von Yu-na und ihrem vorherigen Freund. Mi-ra ist betrunken von einer langen Nacht im Club, trifft sich aber mit Yu-na. Am nächsten Morgen ist Yu-na tot und Mi-ra kann sich an nichts erinnern. Doch ist sie die Hauptverdächtige. Die Todesursache ist bekannt: Yu-na wurde angefahren und prallte danach mit dem Hinterkopf gegen die Wand und verlor viel Blut. Das Auto der Tat gehört Mi-ra. Doch fehlen noch eindeutige Beweise, dass sie es auch gefahren ist. Der besorgte Vater Tae-san setzt alle seine Mittel ein, um Mi-ra zu schützen, doch seine Anwälte teilen ihm mit, dass es nicht gut für sie aussehe.
Tae-san engagiert die junge Anwältin Choi Hee-jeong für Mi-ra als Hauptverteidigerin. Sie kennt Mi-ra, bereits seit sie klein ist. Mi-ra erzählt vor Gericht, sie könne sich an das Ende der Nacht nicht erinnern. Doch Zeugen berichten von einem Streit zwischen Mi-ra und Yu-na. Eines Tages stößt Hee-jeong auf den Stalker Dong-myeong, der ein großer Fan von Yu-na war. Sie wartet vergeblich vor seinem Laden. Als sie wieder nach Hause fahren will, rast plötzlich einer von Tae-sans Angestellten in den Laden. Er entwendet die Videos, allerdings taucht die Polizei auf, so dass er diese unter einem Lastwagen versteckt. Hee-jeong, die noch vor Ort ist, nimmt die Bänder an sich. Das wichtigste Band, das den Mord zeigt, ist aber nicht darauf enthalten. Stattdessen sucht Tae-san den Fan persönlich auf und bietet ihm Dinge von Yu-na im Gegenzug für das Band. Da Tae-san ihm die Unterwäsche nicht gibt, kommt es zu keiner Vereinbarung. Zudem muss Tae-san plötzlich nach Thailand reisen.
Zum nächsten Gerichtstermin lädt die Staatsanwaltschaft Dong-myeong jedoch als Zeugen. Da Tae-san Böses ahnt, lässt er ihn am Parkplatz entführen, wo er auch den USB-Stick an sich nehmen kann. Hee-jeong sieht aber den ganzen Vorfall. Im Gerichtssaal teilt sie der Staatsanwaltschaft und der vorsitzenden Richterin mit, Tae-san habe das Band. Die Staatsanwaltschaft lässt sich noch schnell einen Durchsuchungsbefehl ausstellen, damit er das Video aushändigen muss. Auf diesem ist zu sehen, wie er Yu-na überfährt. Er wird daraufhin verklagt und Mi-ra freigesprochen.
Mi-ra weiß jedoch, dass mit dem Video etwas nicht stimmt. Sie fragt einen Angestellten ihres Vaters. Dieser gibt ihr ein Video mit einem Foto, das einen Ort in Thailand markiert. Ihr Vater sitzt bereits im Gefängnis, doch Mi-ra fliegt mit Hee-jeong nach Thailand, um der Sache auf den Grund zu gehen. Sie finden eine Lagerhalle. Der Film zeigt in einer Rückblende, wie Dong-myeong auf Tae-sans Angebot eingeht und ihm das Video zeigt, in dem Mi-ra sturzbetrunken Yu-na überfährt. Um seine Tochter zu schützen, fliegt er nach Thailand und stellt damit die Szene nach, nur dass er diesmal das Steuer ergreift und Yu-na überfährt.